# Умершие в сентябре 1997 года
Это список известных людей, соответствующих установленным критериям значимости (см. Википедия:Критерии значимости персоналий), умерших в сентябре 1997 года.
Причина смерти указывается лишь в исключительных случаях (убийство, самоубийство, гибель в результате военных действий, смертная казнь, ДТП или несчастные случаи). В остальных случаях — не указывается.
- 1 сентября — Александр Антонов (81) — участник Великой Отечественной войны, командир стрелкового батальона 646-го стрелкового полка 152-й стрелковой дивизии 28-й армии 1-го Украинского фронта, Герой Советского Союза, майор.
- 1 сентября — Константин Рева (76) — советский волейболист, игрок сборной СССР.
- 1 сентября — Золтан Цибор (68) — венгерский футболист, нападающий.
- 2 сентября — Рудольф Бинг (95) — оперный импресарио.
- 2 сентября — Валентин Кармилов (78) — протодиакон Русской православной церкви заграницей, клирик Николаевского храма в Фэрфилде.
- 2 сентября — Виктор Франкл (92) — австрийский психиатр, психотерапевт, философ, создатель Третьей Венской Школы психотерапии.
- 2 сентября — Борис Брунов (75) — советский российский артист, конферансье.
- 4 сентября — Александр Люцко (56) — Основатель и первый ректор Международного института по радиоэкологии имени А. Д. Сахарова.
- 4 сентября — Михаил Романюк — известный белорусский искусствовед, этнограф и художник.
- 5 сентября — Авнер Зись — российский литературный критик, литературовед, искусствовед, философ.
- 5 сентября — Мать Тереза (87) — религиозная деятельница, лауреат Нобелевской премии мира (1979).
- 5 сентября — Георг Шолти (84) — английский дирижёр венгерского происхождения.
- 6 сентября — Нур Зарипов (72) — башкирский литературовед и фольклорист.
- 7 сентября — Мобуту Сесе Секо (66) — президент Демократической Республики Конго (переименованной при нём в Заир) в 1965 — 1997 годах.
- 8 сентября — Евгений Загданский — украинский и русский сценарист.
- 8 сентября — Хамза Мухамадиев (90) — Герой Советского Союза.
- 10 сентября — Ольгерт Дункерс (65) — советский латвийский актёр, кинорежиссёр.
- 11 сентября — Виктор Агиенко (77) — Герой Советского Союза.
- 11 сентября — Кузьма Гаврилов (75) — Герой Советского Союза.
- 11 сентября — Семён Васильев (79) — Герой Социалистического Труда.
- 11 сентября — Анатолий Полосин (62) — советский футболист и советский и российский тренер.
- 12 сентября — Михаил Владимиров (80) — Герой Советского Союза.
- 12 сентября — Фёдор Малихов (80) — Полный кавалер ордена Славы.
- 12 сентября — Павел Маскин (76) — полный кавалер Ордена Славы.
- 12 сентября — Пётр Хохлов (74) — Герой Советского Союза.
- 13 сентября — Гетари, Жорж[фр.] (82) — французский актёр и певец греческого происхождения.
- 15 сентября — Александр Ахола-Вало (97) — финский художник и мыслитель, основатель художественно-рационалистической системы жизни (эвохомологии).
- 15 сентября — Яков Машбиц (69) — экономико-географ, страновед, латиноамериканист.
- 15 сентября — Александр Райкунов (78) — советский военный. Участник Великой Отечественной войны. Герой Советского Союза.
- 16 сентября — Марк Гордон (85) — советский и российский поэт, переводчик и библиофил.
- 18 сентября — Кирилл Белоус (72) — Полный кавалер ордена Славы.
- 18 сентября — Антонина Сарина (94) — почётный гражданин Севастополя, участница обороны Севастополя 1941-1942 годов.
- 21 сентября — Гурген Тонунц (75) — советский армянский киноактёр.
- 21 сентября — Дженнифер Холт (76) — американская киноактриса.
- 22 сентября — Павел Волобуев (74) — историк, доктор исторических наук, профессор, академик.
- 22 сентября — Цзян Вэйго (80) — приёмный сын Чан Кайши, приёмный брат следующего президента Тайваня Цзян Цзинго, высокопоставленный активист Гоминьдана.
- 23 сентября — Виктор Аникин (79) — белорусский архитектор и педагог.
- 24 сентября — Георгий Гусев (79) — Герой Социалистического Труда.
- 24 сентября — Талип Нуркаев (72) — Герой Советского Союза.
- 24 сентября — Пётр Стрекалов (76) — Герой Советского Союза.
- 25 сентября — Фока Бурлачук (83) — украинский и советский писатель.
- 25 сентября — Мария Мордасова (82) — исполнительница русских песен и частушек, Народная артистка СССР (1981).
- 27 сентября — Николай Бочаров (82) — генерал-майор Советской Армии, участник Польского похода РККА и Великой Отечественной войны, Герой Советского Союза.
- 29 сентября — Владимир (Стернюк) (90) — украинский церковный деятель. Митрополит Украинской грекокатолической церкви, местоблюститель Главы УГКЦ.
- 30 сентября — Игорь Безродный (67) — советский скрипач, дирижер, педагог, солист Московской филармонии, профессор МГК имени П. И. Чайковского, главный дирижер Московского Камерного Оркестра и Филармонического симфонического оркестра Турку (Финляндия).